# Zentralamerika- und Karibikspiele 1978/Tennis/Dameneinzel
Das Dameneinzel der Zentralamerika- und Karibikspiele 1978 war ein Tenniswettbewerb in Medellín.

## Austragungsmodus
Die 25 Teilnehmerinnen wurden zunächst auf sieben Vorrundengruppen zu je drei oder vier Spielerinnen verteilt, in denen jede gegen jede spielte. Die jeweils beiden Gruppenersten rückten in das Achtelfinale vor, ab dem dann im K.-o.-System gespielt wurde.

## Vorrunde

### Gruppe A

#### Ergebnisse
| Spielerin          | Spielerin          | Ergebnis |
| ------------------ | ------------------ | -------- |
| Vilma Lewis        | Marimer Olazagesti | 2:6, 0:6 |
| Vilma Lewis        | Damarik Cruz       | 2:6, 2:6 |
| Marimer Olazagesti | Damarik Cruz       | 6:1, 6:1 |

#### Tabelle
| Pos. | Spielerin          | Matches | Sätze | Spiele |
| ---- | ------------------ | ------- | ----- | ------ |
| 1    | Marimer Olazagesti | 2:0     | 4:0   | 24:04  |
| 2    | Damarik Cruz       | 1:1     | 2:2   | 14:16  |
| 3    | Vilma Lewis        | 0:2     | 0:4   | 06:24  |

### Gruppe B

#### Ergebnisse
| Spielerin          | Spielerin          | Ergebnis  |
| ------------------ | ------------------ | --------- |
| Geneviève Etienne  | Bernadette van Eps | 6:2, 7:63 |
| Geneviève Etienne  | Lourdes Díaz Ponce | 0:6, 0:6  |
| Bernadette van Eps | Lourdes Díaz Ponce | 1:6, 1:6  |

#### Tabelle
| Pos. | Spielerin          | Matches | Sätze | Spiele |
| ---- | ------------------ | ------- | ----- | ------ |
| 1    | Lourdes Díaz Ponce | 2:0     | 4:0   | 24:02  |
| 2    | Geneviève Etienne  | 1:1     | 2:2   | 13:20  |
| 3    | Bernadette van Eps | 0:2     | 0:4   | 10:25  |

### Gruppe C

#### Ergebnisse
| Spielerin        | Spielerin          | Ergebnis       |
| ---------------- | ------------------ | -------------- |
| Jeannette Torres | Marlin Noriega     | 0:6, 4:6       |
| Janice Simms     | Natascha D'Arnault | 6:1, 5:7, 7:65 |
| Jeannette Torres | Janice Simms       | 6:0, 6:0       |
| Marlin Noriega   | Natascha D'Arnault | 6:0, 6:0       |
| Jeannette Torres | Natascha D'Arnault | 6:1, 6:1       |
| Marlin Noriega   | Janice Simms       | 6:1, 6:0       |

#### Tabelle
| Pos. | Spielerin          | Matches | Sätze | Spiele |
| ---- | ------------------ | ------- | ----- | ------ |
| 1    | Marlin Noriega     | 3:0     | 6:0   | 36:05  |
| 2    | Jeannette Torres   | 2:1     | 4:2   | 28:14  |
| 3    | Janice Simms       | 1:2     | 2:5   | 19:38  |
| 4    | Natascha D'Arnault | 0:3     | 1:6   | 16:42  |

### Gruppe D

#### Ergebnisse
| Spielerin         | Spielerin       | Ergebnis |
| ----------------- | --------------- | -------- |
| Cristina González | María Llamas    | 3:6, 2:6 |
| Cristina González | Angela Guerrero | 6:1, 6:4 |
| María Llamas      | Angela Guerrero | 6:3, 6:2 |

#### Tabelle
| Pos. | Spielerin         | Matches | Sätze | Spiele |
| ---- | ----------------- | ------- | ----- | ------ |
| 1    | María Llamas      | 2:0     | 4:0   | 24:08  |
| 2    | Cristina González | 1:1     | 2:2   | 17:17  |
| 3    | Angela Guerrero   | 0:2     | 0:4   | 08:24  |

### Gruppe E

#### Ergebnisse
| Spielerin       | Spielerin       | Ergebnis      |
| --------------- | --------------- | ------------- |
| Amelia Salas    | Paula Hernández | 1:6, 2:6      |
| Gloria Escobar  | Venecia Lara    | 6:2, 6:2      |
| Amelia Salas    | Gloria Escobar  | 1:6, 64:7     |
| Paula Hernández | Venecia Lara    | 7:62, 6:3     |
| Amelia Salas    | Venecia Lara    | 6:4, 1:6, 2:6 |
| Paula Hernández | Gloria Escobar  | 6:4, 7:64     |

#### Tabelle
| Pos. | Spielerin       | Matches | Sätze | Spiele |
| ---- | --------------- | ------- | ----- | ------ |
| 1    | Paula Hernández | 3:0     | 6:0   | 38:22  |
| 2    | Gloria Escobar  | 2:1     | 4:2   | 36:24  |
| 3    | Venecia Lara    | 1:2     | 2:5   | 29:34  |
| 4    | Amelia Salas    | 0:3     | 1:6   | 19:41  |

### Gruppe F

#### Ergebnisse
| Spielerin            | Spielerin            | Ergebnis      |
| -------------------- | -------------------- | ------------- |
| Alejandra Vallejo    | Iluminada Conceptión | 4:6, 6:4, 6:4 |
| Nuria Alasia         | Carolin Tyson        | 6:2, 6:2      |
| Alejandra Vallejo    | Nuria Alasia         | 7:5, 6:1      |
| Iluminada Conceptión | Carolin Tyson        | 6:4, 6:0      |
| Alejandra Vallejo    | Carolin Tyson        | 6:2, 6:2      |
| Iluminada Conceptión | Nuria Alasia         | 6:2, 6:2      |

#### Tabelle
| Pos. | Spielerin            | Matches | Sätze | Spiele |
| ---- | -------------------- | ------- | ----- | ------ |
| 1    | Alejandra Vallejo    | 3:0     | 6:1   | 41:24  |
| 2    | Iluminada Conceptión | 2:1     | 5:2   | 38:24  |
| 3    | Nuria Alasia         | 1:2     | 2:4   | 22:29  |
| 4    | Carolin Tyson        | 0:3     | 0:6   | 12:36  |

### Gruppe G

#### Ergebnisse
| Spielerin          | Spielerin          | Ergebnis       |
| ------------------ | ------------------ | -------------- |
| Evelin Castillo    | Ligia María Cuervo | 3:6, 61:7      |
| Mary Bóveda        | Mara Santori       | 2:6, 5:7       |
| Evelin Castillo    | Mary Bóveda        | 4:6, 1:6       |
| Ligia María Cuervo | Mara Santori       | 2:6, 6:2, 6:3  |
| Evelin Castillo    | Mara Santori       | 6:2, 64:7, 2:6 |
| Ligia María Cuervo | Mary Bóveda        | 6:1, 6:1       |

#### Tabelle
| Pos. | Spielerin          | Matches | Sätze | Spiele |
| ---- | ------------------ | ------- | ----- | ------ |
| 1    | Ligia María Cuervo | 3:0     | 6:1   | 39:22  |
| 2    | Mara Santori       | 2:1     | 5:3   | 39:35  |
| 3    | Mary Bóveda        | 1:2     | 2:4   | 21:30  |
| 4    | Evelin Castillo    | 0:3     | 1:6   | 28:40  |

## K.-o.-Runde

### Setzliste
| Nr. | Spielerin          | Erreichte Runde |
| --- | ------------------ | --------------- |
| 01. | Lourdes Díaz Ponce | Viertelfinale   |
| 02. | Marlin Noriega     | Bronze          |
| 03. | Marimer Olazagesti | Viertelfinale   |
| 04. | María Llamas       | Silber          |

### Ergebnisse
| Achtelfinale | Achtelfinale  | Achtelfinale | Achtelfinale | Achtelfinale |  |  | Viertelfinale | Viertelfinale | Viertelfinale | Viertelfinale | Viertelfinale |  |            | Halbfinale | Halbfinale | Halbfinale | Halbfinale | Halbfinale       |                  |                  | Finale           | Finale           | Finale | Finale | Finale |
|              |               |              |              |              |  |  |               |               |               |               |               |  |            |            |            |            |            |                  |                  |                  |                  |                  |        |        |        |
|              |               |              |              |              |  |  |               |               |               |               |               |  |            |            |            |            |            |                  |                  |                  |                  |                  |        |        |        |
|              |               |              |              |              |  |  | 1             | L. Díaz Ponce | 0             | r             |               |  |            |            |            |            |            |                  |                  |                  |                  |                  |        |        |        |
|              | M. Santori    | 3            | 2            |              |  |  |               | J. Torres     | 0             |               |               |  |            |            |            |            |            |                  |                  |                  |                  |                  |        |        |        |
|              | J. Torres     | 6            | 6            |              |  |  |               |               |               |               |               |  | J. Torres  | 2          | 0          |            |            |                  |                  |                  |                  |                  |        |        |        |
| 4            | M. Llamas     | 6            | 6            |              |  |  | 4             | M. Llamas     | 6             | 6             |               |  |            |            |            |            |            |                  |                  |                  |                  |                  |        |        |        |
|              | D. Cruz       | 4            | 3            |              |  |  | 4             | M. Llamas     | 7             | 6             |               |  |            |            |            |            |            |                  |                  |                  |                  |                  |        |        |        |
|              | G. Etienne    | 5            | 2            |              |  |  |               | L. M. Cuervo  | 63            | 4             |               |  |            |            |            |            |            |                  |                  |                  |                  |                  |        |        |        |
|              | L. M. Cuervo  | 7            | 6            |              |  |  |               |               |               |               |               |  |            |            |            |            |            |                  | 4                | M. Llamas        | 1                | 3                |        |        |        |
|              | A. Vallejo    | 6            | 6            |              |  |  |               | A. Vallejo    | 6             | 6             |               |  |            |            |            |            |            |                  |                  |                  |                  |                  |        |        |        |
|              | C. González   | 0            | 2            |              |  |  |               | A. Vallejo    | 3             | 6             | 7             |  |            |            |            |            |            |                  |                  |                  |                  |                  |        |        |        |
|              | P. Hernández  | 6            | 5            | 1            |  |  | 3             | M. Olazagesti | 6             | 1             | 65            |  |            |            |            |            |            |                  |                  |                  |                  |                  |        |        |        |
| 3            | M. Olazagesti | 2            | 7            | 6            |  |  |               |               |               |               |               |  | A. Vallejo | 5          | 6          | 6          |            |                  |                  |                  |                  |                  |        |        |        |
|              | G. Escobar    | 1            | 1            |              |  |  | 2             | M. Noriega    | 7             | 1             | 2             |  |            |            |            |            |            |                  |                  |                  |                  |                  |        |        |        |
|              | I. Conceptión | 6            | 6            |              |  |  |               | I. Conceptión | 64            | 4             |               |  |            |            |            |            |            | Spiel um Platz 3 | Spiel um Platz 3 | Spiel um Platz 3 | Spiel um Platz 3 | Spiel um Platz 3 |        |        |        |
|              |               |              |              |              |  |  | 2             | M. Noriega    | 7             | 6             |               |  |            |            | J. Torres  | 6          | 0          | 4                |                  |                  |                  |                  |        |        |        |
|              |               |              |              |              |  |  |               |               |               |               |               |  |            | 2          | M. Noriega | 3          | 6          | 6                |                  |                  |                  |                  |        |        |        |

## Quelle
- Memoria De los XIII Juegos Deportivos Centroamericanos y del Caribe, im Auftrag des Organisationskomitees erstellt von Julián Pérez Medina und Armando Cardona Catoño (PDF-Datei, 56,4 MB), S. 405–407.